# Pierre-Isidore Bureau

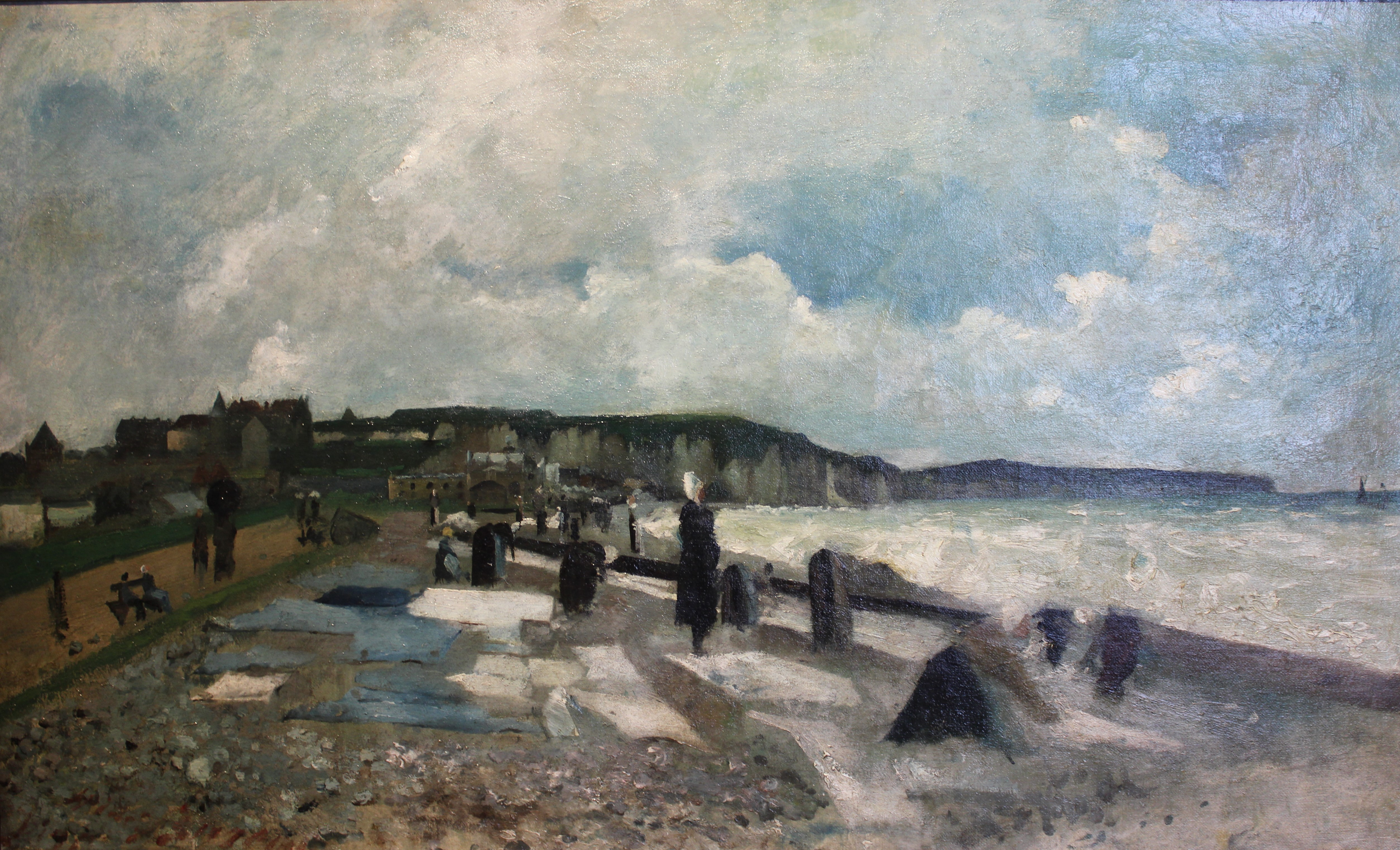
La plage de Dieppe (1850-1876), Château-Musée de Dieppe

Pierre-Isidore Bureau (Parijs, 28 februari 1822 - Parmain, 8 juni 1876) is een Franse graficus en kunstschilder die vandaag nagenoeg vergeten is. Hij werkte in de impressionistische stijl.

## Biografie
Bureau kreeg zijn opleiding bij Jules Dupré die behoorde tot de school van Barbizon. Hij
was bevriend met Ribot en Eugène Boudin. Hij kon exposeren in de Parijse Salons van 1865 tot 1876. 
In 1874 neemt hij deel aan de eerste impressionistententoonstelling die werd gehouden van 15 april tot 15 mei 1874 in het voormalige atelier van de fotograaf Nadar, aan de Boulevard des Capucines in Parijs. Hij exposeerde er, volgens de catalogus, vier werken:
- 33. Le clocher de Jouy-le-Comte
- 34. Près de l’étang de Jouy-le-Comte
- 35. Clair-de-lune sur les bords de l’Oise (Isle-Adam)
- 35 bis. Clair-de-lune.

Bureau nam ook deel aan de tweede tentoonstelling van de impressionisten in 1876.

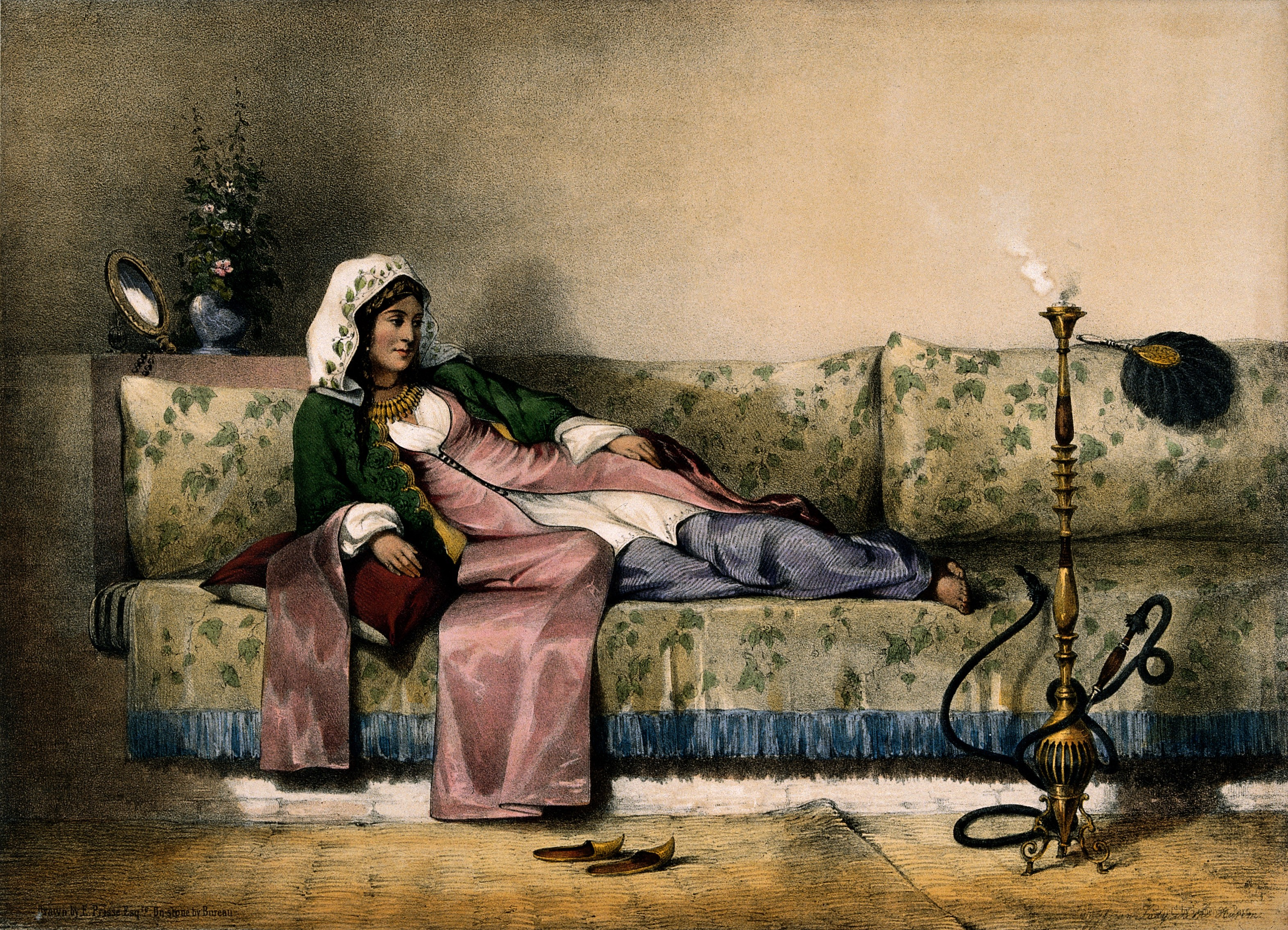
Vrouw op een haremdivan met een waterpijp, ingekleurde ets naar een werk van Émile Prisse d'Avennes

Hij was voornamelijk een landschapsschilder. Er zijn slechts vier werken van hem gedocumenteerd op Joconde, het portaal van de Franse museumcollecties, namelijk:
- Clair-de-lune sur les bords de l’Oise, à l’Isle-Adam, 1867, Musée Louis Senlecq à L’Isle Adam
- La Route, 1850-1876, Musée Louis Senlecq à L’Isle Adam
- Le chemin montant, Beauvais, voor 1850, Musée départemental de l’Oise
- La Plage de Dieppe, 1850-1876, Château-Musée de Dieppe

Van zijn hand is ook een ets bekend van een vrouw op een haremdivan met een waterpijp, naar een werk van E. Prisse d'Avennes.
- RKD-Nederlands Instituut voor Kunstgeschiedenis: 14125
- Union List of Artist Names: 500054094
- Virtual International Authority File: 96040912